# The Best of DJ Quik: Da Finale
Pour les articles homonymes, voir Best of.
Albums de DJ Quik
Under tha Influence
(2002) Platinum & Gold Collection
(2004)
The Best of DJ Quik: Da Finale est une compilation de DJ Quik, sortie le 19 novembre 2002.
L'album s'est classé 43e au Billboard 200.

## Liste des titres
| No  | Titre                                                   | Album original      | Durée |
| --- | ------------------------------------------------------- | ------------------- | ----- |
| 1.  | Quik Is the Name (Intro)                                | Inédit              | 0:35  |
| 2.  | Sweet Black Pussy                                       | Quik Is the Name    | 4:20  |
| 3.  | Tonite                                                  | Quik Is the Name    | 5:23  |
| 4.  | Born and Raised in Compton                              | Quik Is the Name    | 3:24  |
| 5.  | Loked Out Hood                                          | Quik Is the Name    | 2:50  |
| 6.  | Safe + Sound                                            | Safe + Sound        | 4:43  |
| 7.  | Dollaz + Sense                                          | Safe + Sound        | 5:53  |
| 8.  | Summer Breeze                                           | Safe + Sound        | 4:32  |
| 9.  | Quik's Groove VII                                       | Safe + Sound        | 3:49  |
| 10. | Jus Lyke Compton                                        | Way 2 Fonky         | 4:10  |
| 11. | So Many Wayz (featuring 2nd II None et Peter Gunz)      | Rhythm-al-ism       | 5:39  |
| 12. | Hand in Hand (featuring 2nd II None et El DeBarge)      | Rhythm-al-ism       | 4:18  |
| 13. | Down, Down, Down (featuring Suga Free, AMG et Mausberg) | Rhythm-al-ism       | 4:43  |
| 14. | You'z a Ganxta                                          | Rhythm-al-ism       | 4:22  |
| 15. | Speed                                                   | Rhythm-al-ism       | 3:20  |
| 16. | Pitch in on a Party                                     | Balance & Options   | 4:07  |
| 17. | Do I Love Her? (featuring Suga Free)                    | Balance & Options   | 4:11  |
| 18. | Streets Iz Callin' (featuring Chuckey)                  | Inédit              | 3:45  |
| 19. | Trouble (featuring AMG)                                 | Under tha Influence | 3:41  |